# 낙엽버섯과
낙엽버섯과(Marasmiaceae)는 주름버섯목에 속하는 균류의 과이다. 담자과체(자실체)는 가장 흔히 agarics(아가미 버섯)이지만 때로는 사이펠로이드(Cellypha 속에 속)이다. 2008년 추산에 따르면 이 과에는 54개 속과 1590종을 포함하고 있었지만, DNA 서열의 분지론적 분석을 기반으로 한 분자 연구로 인해 더 제한적인 과 개념이 생겨서 낙엽버섯과에는 이제 13개 속에 약 1205여 종을 포함하게 되었다. 2020년에는 10개 속, 약 700종으로 더욱 감소했다.

## 하위 속
위자야와르데네(Wijayawardene) 등의 2020년 연구에 의해 확인된 속은 다음과 같다.
| - Amyloflagellula - Brunneocorticium - Campanella - Chaetocalathus - Crinipellis | - Hymenogloea - Marasmius - Moniliophthora - Neocampanella - Tetrapyrgos |